# قنطرة واد تانسيفت
قنطرة واد تانسيفت هي قنطرة تاريخية تقع على نهر تانسيفت شمال مدينة مراكش في المغرب. تم بناؤها في الأصل خلال فترة الموحدين في القرن الثاني عشر. تعتبر أقدم قنطرة في المغرب، حيث يُناهز عمرها الألف سنة.

## تاريخ
وفقًا للكتابات التاريخية للإدريسي، تم بناء أول قنطرة على نهر تانسيفت من قبل الأمير المرابطي علي بن يوسف (حكم بين 1106-1143) بمساعدة مهندسين معماريين من الأندلس. كانت القنطرة مهمة من الناحية الاستراتيجية لأنها تسمح بعبور النهر أثناء الفيضانات السنوية. تم تدمير هذه القنطرة الأولى بسبب الفيضانات بعد سنوات قليلة من اكتمالها.
حوالي عام 1170 م، أمر الحاكم الموحدي أبو يعقوب يوسف بإعادة بناء القنطرة عند نقطة أقل عرضة للخطر على بعد 400 متر أسفل مجرى النهر. وفقًا للمؤرخ الإسباني مارمول كاربخال، فقد كانت هذه القنطرة الأصلية تحتوي على 15 قوسًا. تحتوي القنطرة اليوم على 27 قوسًا، ويرجع ذلك على الأرجح إلى حقيقة أن قاع النهر قد اتسع منذ القرن الثاني عشر، وبالتالي كان يجب تمديد القنطرة بدورها على مرّ السنين. وبالتالي فإن القنطرة الموحدين الأصلية تتوافق على الأرجح مع الأجزاء الوسطى من القنطرة الحالية. تم بناء القنطرة على أعمدة ذات مظهر جانبي متدرج ومدبب في اتجاه المنبع ومظهر جانبي غير حاد في اتجاه مجرى النهر، مما يسمح للمبنى بمقاومة قوة المياه على مدى قرون.